# Stephen Jelley
Stephen Jelley, född 12 maj 1982 i Leicester, är en brittisk racerförare.

## Racingkarriär
Jelley har bland annat tävlat i det brittiska F3-mästerskapet.
Han körde sedan i GP2 Asia Series 2008 för ART. Han räckte dock inte till och slutade poänglös medan stallkamraten Romain Grosjean vann mästerskapet. Jelley valde då att byta till BTCC.